# Cryptanura gracilipes
Cryptanura gracilipes là một loài tò vò trong họ Ichneumonidae.